# Nadejda Tolokonnikova
Nadejda Andreïevna Tolokonnikova (en russe : Надeжда Андрeевна Толокoнникова), née le 7 novembre 1989 à Norilsk dans le kraï de Krasnoïarsk, est une artiste et activiste politique russe.

## Biographie
Étudiante en philosophie à l'université d'État de Moscou, elle rejoint  avec son compagnon Piotr Verzilov  le collectif artistique et protestataire Voïna (война, « guerre » en français). Elle réalise de nombreuses performances artistiques parfois engagées politiquement et avec le groupe de punk rock féministe russe Pussy Riot.
En février 2008, afin de protester contre l'élection de Dmitri Medvedev, elle participe en étant enceinte à des relations sexuelles en public au cours d'une performance intitulée Fuck for the heir Puppy Bear! (en) avec d'autres membres du collectif Voïna au Musée des Sciences Naturelles de Moscou.
En mars 2012, elle est placée en détention provisoire pour « hooliganisme » à la suite d'une « prière punk » dans la cathédrale du Christ-Sauveur de Moscou le 21 février 2012. Cette « prière punk », intitulée Marie mère de Dieu — chasse Poutine !, contient entre autres les paroles « Sainte Marie mère de Dieu, deviens féministe », « merde, merde, merde du Seigneur », « la Marche des fiertés est envoyée en Sibérie » et « chasse Poutine ». Elle est finalement condamnée à deux ans de camp de travail. Elle purgera sa peine dans la colonie pénitentiaire no 2 de Iavas, un ancien camp du Goulag soviétique situé en Mordovie à 600 km à l'est de Moscou. Elle décrit des conditions de détention très dures : les prisonniers travaillent entre 16 et 17 h par jour, avec seulement 4 h de sommeil chaque nuit et une journée de repos toutes les six semaines uniquement.
Fin septembre 2013, Nadejda Tolokonnikova écrit un texte « Lettre du camp 14 de Mordovie » (en référence à l'immatricule de la colonie IK-14) dénonçant les conditions de détention et de travail des femmes dans la colonie avant d'entamer  sa première grève de la faim. Certains médias russes publient sa lettre ouverte. En France, l'actrice Jeanne Moreau lira la lettre en marque de soutien sur France Culture.
En novembre 2013, en guise de répression lié au retentissement de sa lettre, elle est envoyée par l'administration pénitentiaire dans un camp à Krasnoïarsk en Sibérie. Elle est libérée le 23 décembre suivant en vertu d'une loi d'amnistie.
Depuis 2014, elle travaille comme mannequin; elle a notamment posé pour Terry Richardson.
En juin 2015, elle est de nouveau interpellée à Moscou alors qu'elle militait pour les droits des prisonniers.

## Vie artistique
Fin 2017, elle met en scène les conditions de sa détention dans une pièce de théâtre immersion à Londres. Le projet est monté  via une plateforme de financement participatif.
Nadejda Tolokonnikova est l'autrice de l'essai Désirs de révolution dans lequel elle fait le récit de son séjour en détention, où elle a commencé à écrire, mais aussi la genèse de son engagement et le choix de l'actionnisme. Le livre n'est pas édité en Russie, mais disponible sur internet.

## Vie privée
Mariée avec Piotr Verzilov, elle est mère d'une fille, née le 4 mars 2008 et prénommée Hera (également retranscrit Gera) en référence à la déesse Héra. Le couple a divorcé en 2016.

## Au cinéma
Nadejda Tolokonnikova apparaît dans le film documentaire Pussy Riot: A Punk Prayer (2013).
Elle joue son propre rôle dans la série télévisée House of Cards.